# Stubaier Wildspitze
Stubaier Wildspitze – szczyt w Stubaier Alpen. Leży w zachodniej Austrii, w Tyrolu. Ze szczytu rozciąga się widok na Stubaier Alpen i Alpy Ötztalskie. Wspinaczkę można rozpocząć ze schroniska Hildesheimerhut.
Na północny wschód od szczytu znajdują się lodowce Schaufelferner i Daunkogelferner, na których zlokalizowana jest infrastruktura ośrodka narciarskiego Lodowiec Stubai (Stubaier Gletscher).